# Angostura (género)
- Commons
- Wikispecies

Angostura Roem. & Schult.  é um género botânico pertencente à família Rutaceae.
As espécies do gênero são nativas da América do Sul.

## Sinonímia
- Bonplandia  Willd.
- Cusparia Humb. ex DC.
- Rauia Nees & Mart.

## Espécies
- Angostura acuminata
- Angostura adenanthera
- Angostura alipes
- Angostura bracteata
- Lista completa